# 重庆森林
《重慶森林》是1994年上映的一部香港電影，由王家衛執導，梁朝偉、林青霞、王靖雯（王菲）、金城武、周嘉玲主演。片名「重慶森林」以香港的重慶大廈隱喻指城市的水泥森林，講述人們在稠密的現代化大都市香港生活中的孤獨內心世界；電影主題曲《夢中人》由王菲主唱。本片獲提名本地及海外電影頒獎典禮多項重要大獎，榮獲第14屆香港電影金像獎最佳電影、最佳導演及最佳剪接等獎項；梁朝偉成為金像獎及金馬獎雙料影帝，王菲亦奪得第5屆斯德哥爾摩電影節最佳女主角。
《重慶森林》為香港電影經典代表作之一，在全球廣受推薦包括被評選為美国《时代》杂志的「世界影史百大不朽电影」、香港電影金像獎協會的「最佳華語片一百部」、臺北金馬影展的「影史百大華語電影」及BBC的「世界影史百大外语片」等。

## 劇情大綱
電影分為兩段各自獨立、但角色有所重疊的故事，皆發生於香港。

### 第一段故事
警察何志武（編號223）和阿May原本是一對情侶，阿May在4月1日提出分手後，何志武本來當這是玩笑，便每天都買一罐5月1日到期的鳳梨罐頭，並告訴自己到了5月1日，也就是自己生日那天，阿May還不回來，這段戀情就會過期。5月1日凌晨，何志武吃完鳳梨罐頭後來到酒吧，遇上了一名毒品走私者，儘管向她搭訕，但她只是隨口敷衍。在把她送到旅館休息後，何志武到球場跑步，使自己滿身大汗，並試圖藉此讓自己無淚可流。在他以為今天不會有人再聯絡自己，並把呼叫器留在球場時，呼叫器響起，有位身份不詳的女子祝賀他生日快樂。

### 第二段故事
警察（編號663）和空服員是一對情侶，但兩人並未在一起太久。當家中只有663一人時，他會與家具分享內心煩惱，並幻想女友終有一天會回來。空服員到663常去的小吃店，請小吃店老闆轉交信件給他，之後店員阿菲轉交了這封信，但663沒拿。
阿菲對663有好感，並且經常擅自進入他家裡，為他打掃環境甚至改換家具，但663一心念著空服員，沒有注意到家中逐漸地改變。某日663終於發現阿菲擅自進入自家，之後他到小吃店拿信，並約阿菲到加州酒吧。但阿菲去了另一個加州，小吃店老闆把信轉交給663，而663也揮別了空服員前女友。一年後，663頂下小吃店成為老闆，與成為空服員的阿菲重逢。

## 演員列表
| 角色                              | 演員           |
| 警察663                           | 梁朝偉         |
| 毒品走私者                        | 林青霞         |
| 小吃店店員 阿菲、小吃店老闆的表妹 | 王靖雯（王菲） |
| 警察223 何志武                    | 金城武         |
| 空姐、警察663的女友               | 周嘉玲         |
| 小食店老闆、阿菲的表哥            | 陳錦泉         |
| 空姐新男友                        | 左頌昇         |

## 製作

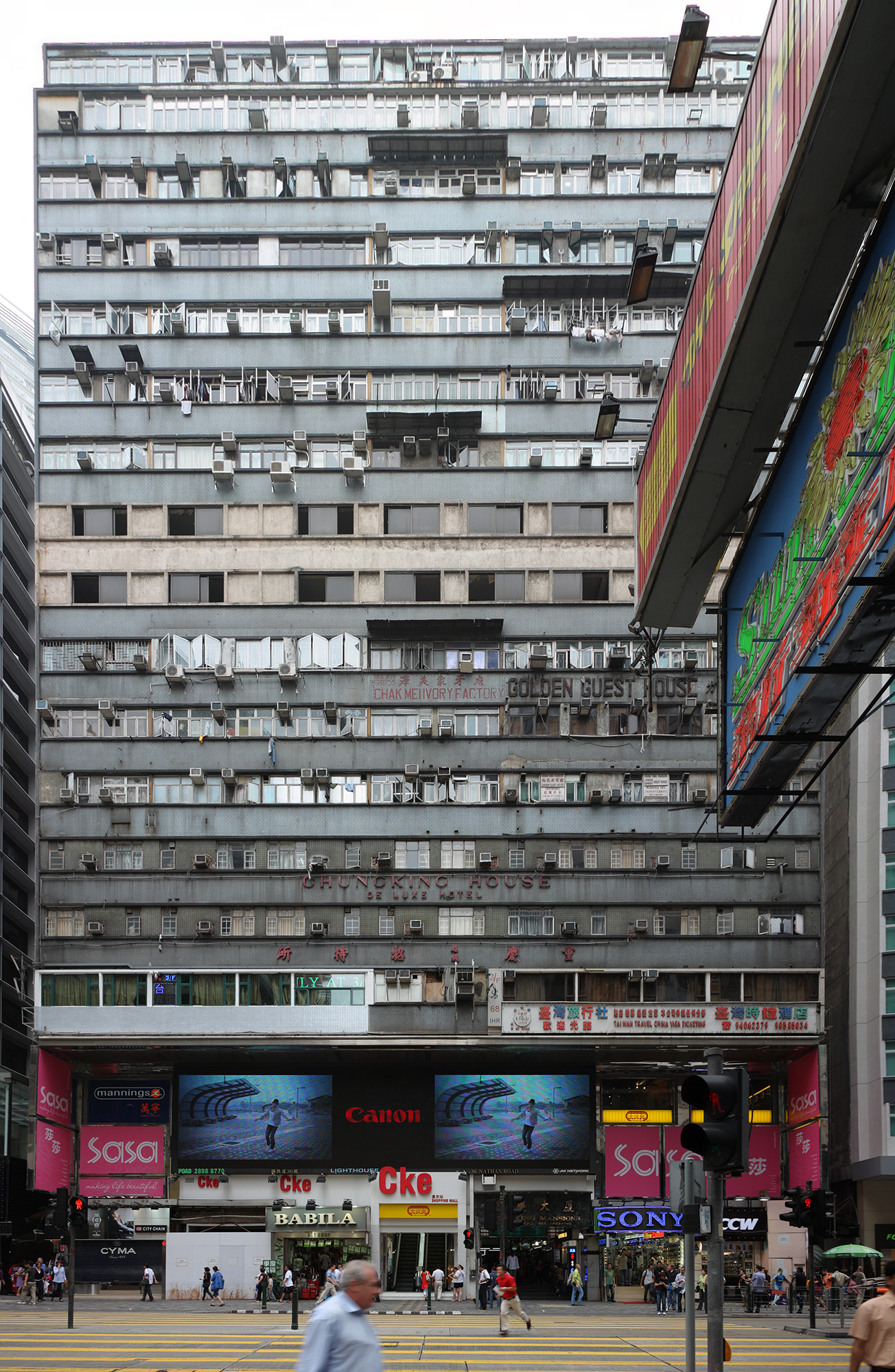
翻新前的重慶大廈原貌（攝於2008年），該建築被視為電影的主要代表場景。

在澤東影業創立後，王家衛於剪輯首部作品《東邪西毒》期間，利用兩個月的空檔拍攝《重慶森林》，作為創作節奏的緩衝。他曾表示：「在無事可做的情況下，我決定跟著直覺拍《重慶森林》。」他坦言，在完成《東邪西毒》這部講求敘事結構與形式表現、情感深沉的作品後，渴望拍攝一部節奏輕快的現代題材電影。儘管調性轉變，但片中角色所面對的情感困境仍延續其一貫關注的主題。《重慶森林》最終於六週內完成拍攝，成為王家衛導演生涯中製作期最短的作品。
據王家衛回憶，《重慶森林》的靈感源自他對重慶大廈的童年記憶。該地位於九龍尖沙咀，早年設有多家夜總會，其父亦曾在在樓內的碧瑤夜總會工作。他表示，雖對該處充滿好奇，童年時期卻從未被允許進入。隨著時間推移，重慶大廈成為多族裔群體聚居之地，並因旅館林立、電力設施老舊與違規布線問題而被視為危險區域，也極少有電影能獲准在此取景。為克服拍攝限制，王家衛派遣助理以「背包客」身份進駐該處一個月，記錄每日生活與建築內部路線為拍攝作準備。由於未能取得正式拍攝許可，劇組最終採取游擊式攝影，依據預繪路線圖進行快閃式拍攝。
在初期構思階段，王設計為兩段結構呼應但場景對比的故事：一段發生於港島的白天，另一段則設定於夜晚的九龍。王家衛認為，儘管背景截然不同，兩段故事實則探討同樣的主題，並指出，一段描寫人與人偶然邂逅所激發的愛情，另一段則描繪即便缺乏實質溝通，依然試圖維繫情感連結的處境。
拍攝《重慶森林》時，劇本尚未完成，王家衛延續其即興創作的方式，在農曆新年期間拍攝暫停之際完成整體劇本，僅用一天便完成第二段故事的編寫。他原先亦構思了第三段故事，主角為一名因情傷而轉變為殺手的人物，後因片長限制而刪除，該情節後來發展為1995年的《墮落天使》》。場景方面，王家衛選擇於其成長地尖沙咀及中環取景。對他而言，尖沙咀是中西文化交錯之地，極具極具香港特色。重慶大廈亦被視為「一座人口密集、節奏飛快的建築，恰如其分地成為香港的與隱喻。他亦表示，《重慶森林》既描繪了香港的日與夜，即使有人說這部電影是關於這個或那個角色的，但自己的想法是，『這部電影是關於香港的，這是我寫給香港的情書。』
《重慶森林》的創作靈感亦認為受到日本作家村上春樹的作品所啟發。，尤為村上於1981年發表的短篇小說〈四月某個晴朗的早晨遇見100%的女孩〉。然而在細節層面上，王家衛則指出，與其說是受到村上的影響，不如說他從法國存在主義作家阿尔贝·加缪的作品中獲得更多靈感。
電影第二段故事轉至中環拍攝，主要場景包括蘭桂坊及鄰近的快餐店「午夜快車（Midnight Express）」，作為王菲與梁朝偉所飾演角色的交會之處。王家衛指出，該地區為外籍商務人士聚集地，夜生活活躍，其中，貫穿中環至半山的自動扶梯更為他所著迷趣，他認為該場域的光影效果非常獨特，過去亦鮮少有電影在此取景，因而具有極高的視覺潛力。此外，梁朝偉所飾角色的公寓取景地實際上為攝影杜可風的私人住所。

### 選角
林青霞的參演始於與王家衛合作《東邪西毒》期間。由於當時她在短時間內接連出演十餘部古裝武俠電影，對類型作品產生疲乏。王家衛曾問她是否對這類角色感到厭倦，林青霞坦言確有此感，並表達希望出演一部現代題材電影的意願。王遂提出《重慶森林》的構想，林亦欣然應允。劇組在開拍前一週便開始與林青霞共同塑造角色形象。角色最初的靈感源自美國電影《日落大道》中由格洛麗亞·斯旺森飾演的過氣女星諾瑪·戴斯蒙（Norma Desmond），後來林則主動提出參考約翰·卡薩維茲於1980年執導電影《女煞葛洛莉》中由[吉娜·羅蘭茲]]飾演的同名角色。兩方經過兩日試演後，最終決定採用後者作為角色的核心形象參考。王家衛認為，林青霞已拍攝逾百部作品，但《重慶森林》中的角色挑戰了她一貫的銀幕形象，特別是她在片中長時間配戴墨鏡，對當時作為香港一線巨星的她而言具有突破意義。
梁朝偉方面，與王家衛自《阿飛正傳》即有密切合作關係。王家衛認為梁朝偉對拍攝計劃具有極高的信任與彈性，並表示：「他並不關心下一部電影是關於什麼，也不急於了解這部電影講什麼，只會說：『好，來拍吧，一起玩吧。』因為他知道我會在拍攝中不斷更改內容。」
首次參與電影演出的王菲儘管以歌手身份廣為人知，卻未曾接受正規表演訓練，因此拍攝初期顯得相當緊張。特別是在中環夜間街頭進行未申請許可的實景拍攝時，面對共50或100名路人圍觀，她在鏡頭外的壓力遠高於畫面呈現。

## 音樂
《重慶森林》兩篇故事中，第一個故事的音樂使用丹尼斯·布朗的〈Things in Life〉。以及麥可·葛拉索創作的歌曲〈Baroque〉，〈Baroque〉在電影中共播映兩次，不過該曲目並沒有出現在原聲帶專輯中。其他第一個故事播出的三首曲目，包括〈Fornication in Space〉（曲目3）、〈Heartbreak Interlude〉（曲目8）、〈Sweet Farewell〉（曲目9）。
媽媽與爸爸合唱團的歌曲《California Dreamin'》在第二個故事時常播放，是劇情發展的重要組成部分，其中還播放改編自小紅莓樂隊的代表作〈Dreams〉，由王菲演唱的《夢中人》，在片尾同時作為主題曲播映，這首歌曲後收錄於王菲1994年的專輯《胡思亂想》中。
由黛娜·華盛頓演唱的《What a Diff'rence a Day Made》，在梁朝偉和周嘉玲演出的橋段，以及梁朝偉和王菲的角色在電影後期的相遇時播放。
《重慶森林》的配樂，因將夢幻流行引入香港流行音樂市場而廣受讚譽。電影配樂所使用的樂隊，包括小紅莓樂隊和極地雙子星，在電影上映後在香港取得了巨大的商業成功，包括盧巧音等當代粵語流行歌手也深受影響，並開始採用更加夢幻的流行音樂作為主題。

## 發行

### 票房
在香港院線上映期間，《重庆森林》的票房收入為7,678,549港幣。後曾在北美進行了有限的影院放映，首映週末票房收入為32,779美元，最終票房收入為600,200美元。

## 評價
《重慶森林》在北美上映時獲得普遍正面、甚至近乎狂熱的好評。根据評論匯總网站爛番茄汇总的70篇评论文章，89%的评论家给予该作正面评价，平均打分为7.9分（满分10分）。该网站总结的评论家共识是“即便僅靠王家衛令人驚艷的視覺風格，《重慶森林》已值得一看；而片中對人物的精緻刻畫與自然流暢的演出，更進一步賦予本片強烈的戲劇張力。”
在Metacritic上，18位影評人共給予了78分的分數（滿分100分），這部電影獲得了「普遍好評」。
資深影評人罗杰·埃伯特給予本片三顆星（滿分四星），評價相對保留。他指出：
這是一部對熱愛電影語言本身、而非僅僅關注劇情與明星的觀眾而言才會有所共鳴的作品。它或許不適合一般觀眾，甚至在初次觀賞時可能無法完全理解其深意……但若你對風格感興趣，並願意探究王家衛在影像敘事上的嘗試，《重慶森林》將會奏效。相反地，若僅希望跟隨線性劇情，可能會感到挫敗……這類電影所提供的，是一種理性且意識形態上的觀影經驗：你欣賞它，是因為你理解了它的語言，而非因為它幫你理解人生。
《滾石》雜誌的彼得·崔維斯則給予熱烈肯定，形容本片「令人既抓狂又著迷」：
王家衛的才華無庸置疑。他以迷幻視覺表達愛與失落的方式，最終會瓦解觀眾的心理防備，將那些看似錯亂的聲畫拼貼成一幅瘋狂而燦爛的拼布圖。一幕令人驚嘆其技術魔法，下一幕則直擊情感核心。」
《紐約時報》的珍妮特·馬斯林則持批評態度，認為電影的節奏與風格近似MTV式的躁動：
王導確實展現出卓越的視覺才能，但其角色往往沉溺於小聰明與幽默自嘲。一部讓男人與抹布對話的電影，也許太過自娛娛人了。」
在更具長期文化影響力的評選中，《重慶森林》亦屢獲肯定。2002年，英國電影協會旗下期刊《视与听》邀請50位英國影評人評選過去25年最傑出的電影，本片名列第八。在該刊2012年舉辦的「影史最受推崇電影」調查中，《重慶森林》則位居第144名。2005年，《時代雜誌》將本片選入「時代雜誌影史百大電影」名單。而在2018年，BBC邀請來自43個國家的209位影評人進行「百大外語片」評選，《重慶森林》排名第56位。
本片亦對後世導演產生影響。奧斯卡最佳導演得主貝瑞·傑金斯便多次坦言，他的創作深受《重慶森林》的啟發與影響。

## 獎項
| 頒獎典禮                  | 獎項         | 名單                   | 結果 |
| ------------------------- | ------------ | ---------------------- | ---- |
| 第30屆芝加哥國際影展      | 金雨果獎     |                        | 提名 |
| 第47屆盧卡諾影展          | 金豹獎       |                        | 提名 |
| 第5屆斯德哥爾摩電影節     | 銅馬獎       |                        | 提名 |
| 第5屆斯德哥爾摩電影節     | 最佳女主角   | 王菲                   | 獲獎 |
| 第5屆斯德哥爾摩電影節     | 費比西獎     |                        | 獲獎 |
| 第31屆金馬獎              | 最佳劇情片   |                        | 提名 |
| 第31屆金馬獎              | 最佳導演     | 王家衛                 | 提名 |
| 第31屆金馬獎              | 最佳男主角   | 梁朝偉                 | 獲獎 |
| 第31屆金馬獎              | 最佳女主角   | 王菲                   | 提名 |
| 第31屆金馬獎              | 最佳攝影     | 杜可風、劉偉強         | 提名 |
| 第31屆金馬獎              | 最佳美術設計 | 張叔平                 | 提名 |
| 第31屆金馬獎              | 最佳剪輯     | 張叔平、鄺志良、奚傑偉 | 提名 |
| 第31屆金馬獎              | 最佳電影音樂 | 陳勳奇                 | 提名 |
| 第1屆香港電影評論學會大獎 | 最佳電影     |                        | 提名 |
| 第1屆香港電影評論學會大獎 | 最佳導演     | 王家衛                 | 提名 |
| 第1屆香港電影評論學會大獎 | 最佳編劇     | 王家衛                 | 提名 |
| 第1屆香港電影評論學會大獎 | 最佳女演員   | 王菲                   | 提名 |
| 第1屆香港電影評論學會大獎 | 推薦電影     |                        | 獲獎 |
| 第14屆香港電影金像獎      | 最佳電影     |                        | 獲獎 |
| 第14屆香港電影金像獎      | 最佳導演     | 王家衛                 | 獲獎 |
| 第14屆香港電影金像獎      | 最佳編劇     | 王家衛                 | 提名 |
| 第14屆香港電影金像獎      | 最佳男主角   | 梁朝偉                 | 獲獎 |
| 第14屆香港電影金像獎      | 最佳女主角   | 王菲                   | 提名 |
| 第14屆香港電影金像獎      | 最佳女配角   | 周嘉玲                 | 提名 |
| 第14屆香港電影金像獎      | 最佳攝影     | 杜可風、劉偉強         | 提名 |
| 第14屆香港電影金像獎      | 最佳剪接     | 張叔平、鄺志良、奚傑偉 | 獲獎 |
| 第14屆香港電影金像獎      | 最佳美術指導 | 張叔平                 | 提名 |
| 第14屆香港電影金像獎      | 最佳電影配樂 | 陳勳奇、Roel A.Garcia  | 提名 |
| 第31屆國家影評人協會獎    | 最佳外語片   |                        | 提名 |
| 第12屆獨立精神獎          | 最佳外國電影 |                        | 提名 |
| 第10屆芝加哥影評人協會獎  | 最佳外語片   |                        | 提名 |

### 榮譽
- 1995年日本《电影旬报》「读者评选十佳外国电影」第6名
- 2002年英國電影月刊《视与听》「过去25年的十佳电影」第8名，是唯一一部入选的华语片[10]
- 2005年美国《时代》杂志「世界影史百大不朽电影」之一[52]
- 2005年香港電影金像獎「最佳華語片一百部」第22名[8]
- 2011年金马影展执行委员会「影史百大華語電影」之一[9]
- 2012年英國電影月刊《視與聽》「有史以来最受赞誉电影」第144位[53]
- 2018年英国广播公司BBC「世界影史百大外语片」第56名[10]
- 2020年TSPDT「最佳1000部电影」第192名[54]
- 美国影评人协会称《重庆森林》为「九十年代最具标志性的作品之一」[55]。

## 外部連結
- 香港影庫上《重庆森林》的資料（繁體中文）
- 開眼電影網上《重庆森林》的資料（繁體中文）
- 豆瓣电影上《重庆森林》的資料 （简体中文）
- 时光网上《重庆森林》的資料（简体中文）
- AllMovie上《重庆森林》的资料（英文）
- 爛番茄上《重庆森林》的資料（英文）
- 互联网电影数据库（IMDb）上《重庆森林》的资料（英文）